# Риммер, Дэйви
Дэ́йви Ри́ммер (англ. Davey Rimmer; род. 6 декабря 1965, Ливерпуль, Англия) — британский рок-музыкант. С 2013 года он является басистом британской хард-рок-группы Uriah Heep. Риммер заменил умершего от рака Тревора Болдера. Ранее он был басистом в таких группах, как Zodiac Mindwarp and Love Reaction, Rock Savage и We Are Volsung. Дэйви Риммер левша.
Он также является участником кавер-группы Camden Town Metalworks, в которую также входят Ричи Фолкнер (Judas Priest), Лес Бинкс (ex-Judas Priest) и Пит Фризен (ex-The Almighty / Alice Cooper). 24 февраля 2023 года вышел первый видеосингл проекта Elegant Weapons «Blind Leading The Blind»; первые концерты группы, в состав которой помимо сменившего Рекса Брауна Риммера вошли Ричи Фолкнер (Judas Priest), Ронни Ромеро (Rainbow) и Кристофер Уильямс (Accept), назначены на лето 2023 года.
Живёт в Лондоне.

## Дискография

### сUriah Heep
- «Outsider» (2014)
- «Live at Koko - London 2014» (2015)
- «Living the Dream» (2018)
- «Chaos & Colour» (2023)